# آواکادو هایتس (کالیفرنیا)
آواکادو هایتس (به انگلیسی: Avocado Heights) یک منطقهٔ مسکونی در ایالات متحده آمریکا است که در شهرستان لس‌آنجلس، کالیفرنیا واقع شده‌است. آواکادو هایتس ۷٫۳۶ کیلومتر مربع مساحت و ۱۵٬۴۱۱ نفر جمعیت دارد و ۱۰۳ متر بالاتر از سطح دریا واقع شده‌است.